# Trigonostigma heteromorpha
El arlequín rasbora o arlequín (Trigonostigma heteromorpha) es un pez ovíparo, de la familia de los Ciprínidos proveniente del sudeste de Asia, popularísimo en el acuario doméstico por ser muy resistente a las enfermedades, su buena sociabilidad y sus atractivos colores. 

## Hábitat natural
Arroyos y cursos de agua lentos y con abundante vegetación de Tailandia, Malasia, Isla de Java, Sumatra y Borneo.

## Morfología
Cuerpo relativamente alto y comprimido en los laterales. La boca está perfilada hacia arriba. En cuanto a su coloración, es muy llamativa. Posee reflejos rosados y plateados, con un fondo rojizo iridiscente. Un triángulo que se asemeja a una cuña de color negro o violáceo oscuro se ubica en la parte posterior desde la mitad de su cuerpo hasta el pedúnculo caudal. Las aletas dorsal y caudal presentan un tinte rojizo, mientras que las demás son transparentes. Los machos se diferencian de las hembras por poseer un cuerpo más comprimido, con colores más brillantes y la mancha negra triangular característica, es más bien redondeada en el frente, mientras que en las hembras tiende a ser una línea recta. En cautiverio no supera los 5 cm.

## Alimentación
Omnívoro como se indica más arriba, su boca orientada hacia arriba, muestra claramente que este pez se alimenta de la superficie, por lo que no deberá faltarle alimento vivo, como artemia salina, larvas de mosquito, daphnias, tubifex, etc., siempre teniendo en cuenta que el tamaño de su boca es muy pequeño. También aceptará de buen agrado alimento en hojuelas de buena calidad de los que se venden en comercios del ramo.

## Comportamiento
Gregario y pacífico. Muy tranquilo con peces heterogéneres, aunque en época de celo puede mostrarse un tanto agresivo con los machos de su misma especie, pero solo son escaramuzas que no llegan a mayores. Es importante mantenerlos en cardumen de al menos 10 ejemplares, de lo contrario su temperamento se volverá demasiado inquieto y terminará molestando a los demás. En general, nadan en grupo por el nivel medio del acuario, y al anochecer se disgregan buscando cada uno un lugar distinto donde reposar.

## Acuario apropiado
No es exigente con el tamaño pero sí con la calidad del agua. Bastará con un recipiente de 50 o 60 L, aunque se lucirán mucho más en acuarios voluminosos y en cardúmenes grandes. Es importante tener en cuenta que viven mejor con luz tenue, por lo que será menester, además de mantenerlos en un acuario bien plantado, proveer de plantas flotantes para tal fin. Agua de buena calidad y bien oxigenada. pH levemente ácido, de entre 6 y 6,5 es lo ideal. Dureza entre 2 y 6 dGH. Temperatura óptima: 24 °C.

## Reproducción
Difícil. Se deberá proveer de una pecera con agua muy blanda, no mayor a 2 dGH, pH ácido, entre 5 y 5,5 y de nivel bajo. La temperatura oscilará entre los 25 y 26 °C . Se habrá de filtrar con turba. Es imprescindible colocar plantas de hojas grandes, ya que debajo de ellas se producirá la fecundación. La hembra deberá ser bastante más joven que el macho. Este último comenzará el cortejo acercándose a la hembra con movimientos erráticos, agitando frenéticamente las aletas. La hembra se dará vuelta, quedando  con el abdomen hacia arriba, entonces se producirá una especie de "abrazo" al igual que ocurre con otras especies Véase Betta splendens en el cual la hembra liberará los huevos mientras el macho los fertiliza. Este acto se repetirá varias veces hasta que la hembra ya no tenga más huevos en su interior. Entonces será el momento de retirar a los padres. Primero para evitar que se coman los huevos, y en segundo lugar porque no prodigan ninguna clase decuidados a su prole. Estos huevos son adhesivos, por lo que se pegarán a la parte inferior de las hojas, eclosionando  a las 24 h dependiendo de la temperatura. Es importante oscurecer el acuario ya que los recién nacidos son lucífugos, es decir que escapan de la luz. A partir del quinto día habrán consumido totalmente su saco vitelino, por lo que se deberá alimentarlos con infusorios, y unos días después con naupilos de artemia. Luego de una semana, se podrá ir aumentando el nivel de iluminación. Para asegurar la supervivencia de los alevines, se deberá tener en cuenta la excelente calidad del agua en los primeros días.

## Expectativa de vida
5 años aproximadamente.